# Новый (Брейтовский район)
Новый — опустевший поселок в Брейтовском районе Ярославской области. Входит в состав Брейтовского сельского поселения.

## География
Находится в северо-западной части Ярославской области на расстоянии приблизительно 15 км на юго-запад по прямой от административного центра района села Брейтово.

## История
Был отмечен на карте уже только 1980-х годов.

## Население
Численность населения не была учтена как в 2002 году, так и в 2010.